# 米德偉 (美國駐緬甸外交官)
米德偉（英語：Derek James Mitchell，1964年9月16日—），生於美國喬治亞州亞特蘭大，著名亞太專家，長期服務於美國國務院。2012年7月5日，被任命為1990年代緬美關係降級達20餘年後的第一任美國駐緬甸大使，2016年3月14日離任。

## 政治
曾是美國和平研究所亞洲中心資深顧問、美國國防部前亞太事務首席副助理部長、美國民主黨國際事務協會主席，並於2001~2009年擔任美國智庫戰略與國際研究中心國際安全問題高級研究員。
同時也是美國全國民主國際事務協會總裁，認同新南向政策確保台灣民主。
2020年8月10日，為了報復美國財政部宣佈制裁林鄭月娥等11名侵犯人權及損害香港自治的中港官員，中華人民共和國外交部宣佈，對11名支持香港民主運動的美國國會議員及民間人士實施制裁。當中包括米德偉。

## 家庭
他的妻子李弘敏，為台灣移民，前記者，曾任台視新聞主播。兩人於2006年結婚。